# Bill Rooney
William „Bill“ Rooney (* 16. Juli 1896 in Ottawa, Ontario, Kanada; † 13. Juni 1988 in New York City, New York, USA) war ein US-amerikanischer American-Football-Spieler. Er spielte als Runningback in der National Football League (NFL). Bill und seine beiden Brüder Joe und Cobb Rooney spielten in den Jahren 1924 und 1927 gleichzeitig für die Duluth Kelleys/Eskimos. Sie sind damit die einzigen drei Brüder, die zeitgleich für dieselbe Footballmannschaft in der NFL aufliefen.

## Spielerlaufbahn
Bill Rooney wuchs zusammen mit seinen Brüdern Cobb und Joe in Virginia, Minnesota, auf. Sie besuchten dort die High School. Bill und sein Bruder Joe spielten auf der High School Basketball und wurden 1915 in die Staatsauswahl gewählt. William Rooney konnte diesen Erfolg 1916 wiederholen.
Im Jahr 1923 schlossen sich Bill und sein Bruder Joe den Duluth Kelleys an, die von Joey Sternaman trainiert wurden. Im Jahr darauf folgte ihnen ihr Bruder Cobb. Die Mannschaft aus Duluth stand zunächst im Besitz von deren Spielern.
Im Jahr 1924 übernahm Dewey Scanlon das Traineramt bei der Mannschaft aus Minnesota. Die Kelleys konnten fünf ihrer sechs Spiele gewinnen und damit den vierten Tabellenplatz in der NFL belegen. Bill Rooney wechselte 1925 zu den neugegründeten New York Giants, um noch im Laufe der Saison zu den Kelleys zurückzukehren. Im Jahr 1926 lief er für die Brooklyn Lions auf, die lediglich ein Jahr bestanden und nach einer Spielrunde wieder aufgelöst wurden. Erneut kehrte er zu seiner ersten Profimannschaft zurück, bei der mittlerweile Ernie Nevers das Traineramt übernommen hatte. Nach der Saison 1927 mussten auch die zwischenzeitlich in Eskimos umbenannte Mannschaft aus Duluth aufgrund finanzieller Probleme den Spielbetrieb einstellen. In der Saison 1929 lief Bill Rooney für die Chicago Cardinals auf. Dort traf er erneut auf seine beiden Brüder. Nach dieser Saison beendete Bill Rooney seine Profilaufbahn.

## Quelle
- Jens Plassmann, NFL American Football, Hamburg 1995
- Chuck Frederick, Leatherheads of the North, the true Story of Ernie Nevers & the Duluth Eskimos, Duluth 2007, ISBN 1-887317-32-5